# Cupriavidus oxalaticus
Cupriavidus oxalaticus es una especie de bacterias incluida en el anterior género Wautersia.